# TrackMania
TrackMania é uma série de jogos de corrida para as plataformas Windows, Nintendo DS, Wii, PlayStation 4 e Xbox One, desenvolvido originalmente pelo estúdio francês Nadeo para PC. Ao invés de seguir a forma tradicional de escolher o carro e a pista para jogar, os jogadores de TrackMania podem criar suas próprias pistas usando um processo semelhante ao jogo Excitebike de 1984, do Racing Destruction Set de 1985 e Stunts de 1990 da Brøderbund.
Ao contrário da maioria dos demais jogos de corrida, os jogadores podem recomeçar a qualquer momento caso capotem, saiam da pista ou tenham uma largada ruim. No modo multiplayer, apesar de todos os competidores estarem na mesma pista, eles não podem colidir ou influenciar uns aos outros, correndo várias vezes em uma pista com um determinado período de tempo, garantindo pontos e concorrendo a um lugar no pódio.
O mais recente jogo da franquia é Trackmania. Lançado em 2020, dá mais foco no modo multiplayer e possibilita correr na competição diária conhecida como Copa do Dia (Cup of the Day).

## História
| 2003 | TrackMania                 |
| 2004 | TrackMania: Power Up!      |
| 2005 | TrackMania Sunrise         |
| 2005 | TrackMania Original        |
| 2005 | TrackMania Sunrise Extreme |
| 2006 | TrackMania Nations ESWC    |
| 2006 | TrackMania United          |
| 2007 |                            |
| 2008 | TrackMania United Forever  |
| 2008 | TrackMania Nations Forever |
| 2008 | TrackMania DS              |
| 2009 |                            |
| 2010 | TrackMania: Build to Race  |
| 2010 | TrackMania Turbo           |
| 2011 | TrackMania²: Canyon        |
| 2012 |                            |
| 2013 | TrackMania²: Stadium       |
| 2013 | TrackMania²: Valley        |
| 2014 |                            |
| 2015 |                            |
| 2016 | TrackMania Turbo           |
| 2017 | TrackMania²: Lagoon        |
| 2018 |                            |
| 2019 |                            |
| 2020 | Trackmania                 |

A primeira versão foi lançada em 2003, a partir de que muitos outros jogos lançados nas mais diversas plataformas se seguiram.

### TrackMania (2003)
Lançado em novembro de 2003, o primeiro título da franquia apresenta o conceito e mecânicas que a marcariam no cenário de jogos eletrônicos. Possui três ambientes com características únicas: Snow, Rally e Desert. Cada um desses três tem um carro especificamente desenhado para servi-lo, com diversas pinturas disponíveis para cada um dos veículos. Dois modos de jogo, ou campanhas, estão disponíveis: Corrida e Quebra-cabeça.

#### TrackMania: Power up!
Em abril de 2004, uma extensão é lançada que adiciona um estúdio de edição de replays e também uma nova campanha que só apareceria nesse primeiro jogo: "Sobrevivência". Com esta adição também é incorporado a TrackMania oponentes controlados por inteligência artificial.

#### TrackMania Original
Trata-se de um remaster do jogo de 2003 que foi publicado em outubro de 2005. Utilizando o motor gráfico de TrackMania Sunrise, lançado em abril do mesmo ano, foram adicionados dois novos modos ao título original que se fazem presentes em Sunrise: Plataforma e Acrobacia. Além desses dois modos, TrackMania Original também entregou a possibilidade do jogador editar suas skins de carro.

### TrackMania Sunrise
Publicado em abril de 2005, possui um novo motor gráfico e apresenta três novos e exclusivos ambientes: Island, Bay e Coast. Dois novos modos de jogo, ou campanhas, fazem sua estreia na franquia: Plataforma e "Crazy", sendo que o primeiro também foi incorporado ao TrackMania Original (lançado meses mais tarde) e "Crazy" é uma campanha exclusiva que nunca mais apareceu em outro jogo.

#### TrackMania Sunrise Extreme
Esta extensão de TrackMania Sunrise foi publicada em novembro de 2005, sendo gratuita para aqueles que já haviam comprado o jogo base. Novos blocos foram adicionados, em especial o booster vermelho, e duas novas campanhas também: Acrobacia e "Extreme". A primeira já havia sido incorporada à franquia meses antes com o lançamento do TrackMania Original, já a segunda campanha é exclusiva de Sunrise - igual o modo "Crazy".

### TrackMania Nations
Também chamado de TrackMania Nations ESWC, foi publicado gratuitamente em janeiro de 2006 e desenvolvido pensando na cena competitiva ligada ao campeonato ESWC, além de procurar integrar a franquia em definitivo ao cenário multijogador online. O jogo introduz a TrackMania o ambiente Stadium, reutilizado em diversos outros títulos da série, que tem como cenário um amplo estádio que permite ao jogador construir várias pistas na parte de dentro. Só possui esse ambiente, e como tal só tem disponível um tipo de carro - visivelmente inspirado no modelo de automóvel da Fórmula 1. Como é gratuito para jogar, teve como característica anúncios vinculados à Internet que apareciam em telões instalados no estádio enquanto o jogador corria. A extensão TrackMania Nations Forever apresentou novas pistas para substituir as 90 disponíveis em Nations, muitas delas agora fazendo uso dos novos blocos adicionados ao ambiente Stadium em TrackMania United - principalmente as pistas de terra e cenários interiores. Nations Forever também adicionou tabelas de recorde pessoal ao modo solo e multijogador online.

### TrackMania United
Lançado em novembro de 2006, este jogo reúne em si todas as edições da franquia lançadas previamente. Há os 7 ambientes apresentados até então e os 7 carros característicos de cada um, tendo sido feito aprimoramentos gráficos que não alteraram a mecânica dos ambientes. Ao Stadium foram acrescentados novos blocos e superfícies, dos quais se destacam: água interativa, seções interiores e pistas de terra. Três modos de jogo marcam presença: Corrida, Plataforma e Quebra-cabeça. A extensão conhecida como TrackMania United Forever adicionou a campanha Acrobacia, presente nos jogos anteriores, e deu, em especial, uma repaginada gráfica nos três ambientes apresentados pelo primeiro jogo da série TrackMania.

#### United Forever e Nations Forever
Na metade abril de 2008, duas extensões são lançadas para os jogos TrackMania United e TrackMania Nations, fazendo com que ambos os títulos tenham agora a denominação "Forever" adicionada ao fim de seus nomes. Além de melhorias gráficas e outras adições, essas duas extensões serviram, principalmente, para tornar possível que tanto United Forever e Nations Forever sejam jogados de forma conjunta no modo multiplayer do ambiente Stadium. Logo, se o usuário possui o United Forever, ele não precisa adquirir o Nations Forever - mesmo que esse continue gratuito.

### TrackMania DS
Trata-se do primeiro de três jogos da franquia que não foram desenvolvidos pelo estúdio francês Nadeo, mas sim pela Firebrand Games - que os portou para plataformas da Nintendo. Lançado em novembro de 2008 para o Nintendo DS, utiliza o motor gráfico Octane, criado pela Firebrand e facilmente adaptável para jogos de corrida. Apresenta três ambientes: Stadium, Desert e Rally, sendo que esses dois últimos fizeram sua aparição inicial no primeiro jogo da franquia, lançado em 2003. Permite correr em quatro modos de jogo: Corrida, Plataforma, Quebra-cabeça e Corrida Rápida, sendo possível acessar as pistas criadas pelo jogador através da opção "Personalizado" que aparece no menu.

### TrackMania (2010)
Também conhecido como TrackMania Wii e, na América do Norte, como TrackMania: Build to Race, trata-se de um dos três jogos da série desenvolvido pela Firebrand. Foi lançado inicialmente em setembro de 2010 junto de TrackMania Turbo e é exclusivo para Wii, disponibilizando todos os ambientes conhecidos da franquia até então - com exceção de "Bay". Estão presentes três modos de campanha: Corrida, Plataforma e Quebra-cabeça, sendo que possui um sistema multiplayer online e tabelas de recorde.

### TrackMania Turbo (2010)
Também conhecido como TrackMania Turbo: Build to Race e, na América do Norte, como TrackMania: Build to Race DS, trata-se do segundo jogo para Nintendo DS desenvolvido pela Firebrand Games. Foi publicado em setembro de 2010 ao mesmo tempo do TrackMania Wii. Tem três campanhas - Corrida, Plataforma e Quebra-cabeça - e quatro ambientes: Stadium, Coast, Island e Snow. Grandes novidades de jogabilidade em relação ao TrackMania DS são a presença de um modo multiplayer online e de tabelas de recordes, além de que o motor gráfico Octane foi aprimorado.

### TrackMania 2
Também conhecida em sua forma estilizada TrackMania², é uma série de quatro jogos publicados separadamente entre 2011 e 2017, cada um contendo um ambiente específico e podendo ser comprado e jogado de forma independente. Todos esses quatro foram integrados ao Maniaplanet, uma plataforma de jogos, criação de conteúdo e distribuição online. TrackMania² foi inicialmente idealizado e anunciado em 2009 como um jogo que seguiria a fórmula clássica da franquia, mas com a aquisição da Nadeo pela Ubisoft ocorrida no fim do mesmo ano, o estúdio francês pôde se dedicar a um  formato de produção diferenciado e criar o Maniaplanet.

#### TrackMania 2: Canyon
O primeiro jogo desta série foi lançado em setembro de 2011 e possui Canyon como ambiente, bastante inspirado em Desert - já presente em alguns jogos da franquia. O jogador corre em um cenário árido repleto de cânions com um carro que se assemelha a um Ford Mustang. O modo solo do jogo vem com 70 pistas em que você deve bater o menor tempo. Uma DLC chamada Platform foi lançada em 2012, oferecendo mais 23 pistas no modo de jogo Plataforma, presente em muitos títulos anteriores de TrackMania.

#### TrackMania 2: Stadium

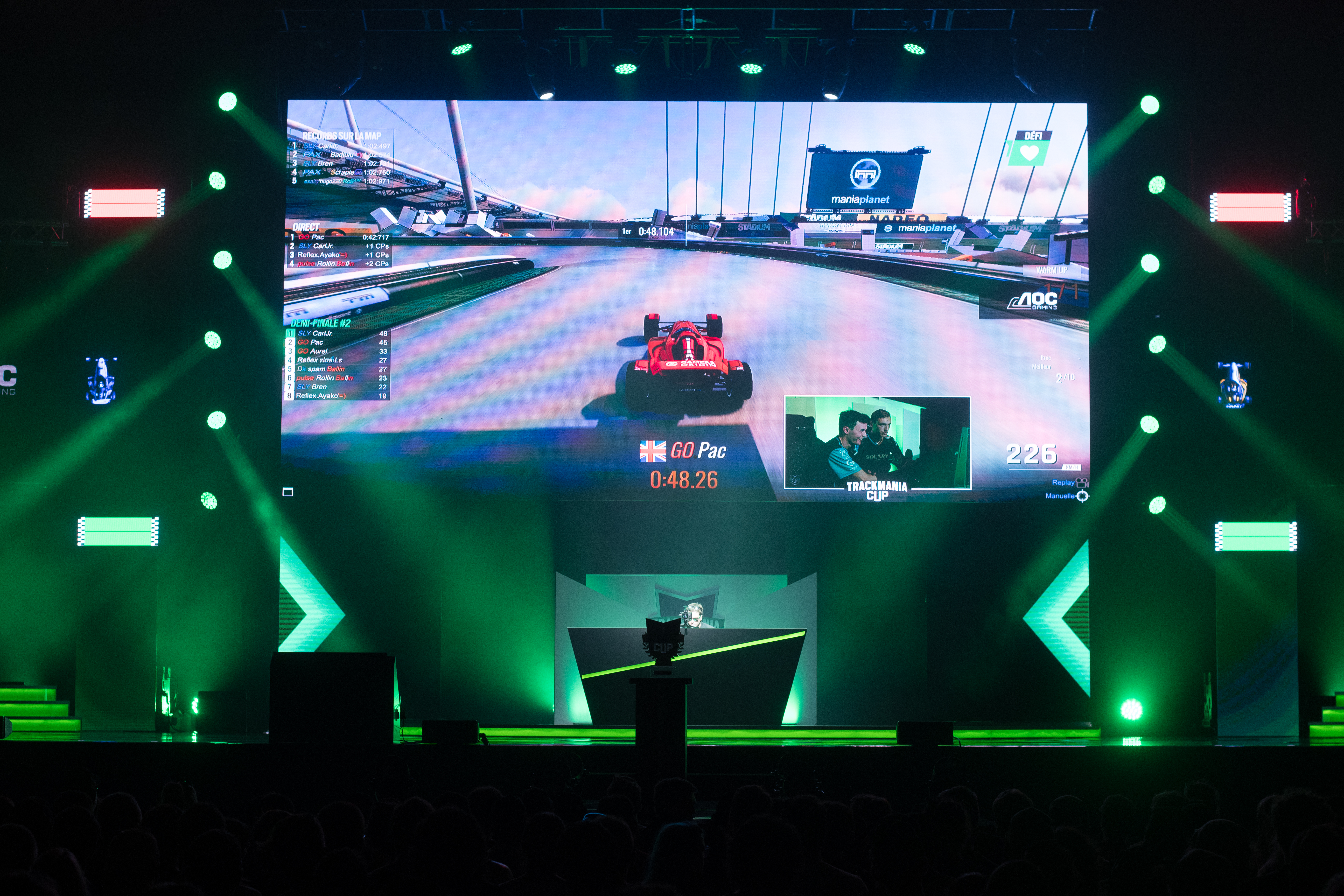
O torneio ZrT TrackMania Cup de 2019 foi realizado através do TrackMania 2: Stadium.

A segunda parcela de TrackMania 2 foi anunciada em novembro de 2012 e lançada oficialmente em junho de 2013. Este jogo traz de volta o ambiente Stadium presente em TrackMania Nations Forever com a mesma mecânica, só que com melhorias visuais e correções de defeitos que eram frequentes. O jogo vem com uma campanha oficial com 65 mapas para que o jogador obtenha o melhor tempo. Até o lançamento de  Trackmania 2020, serviu como o jogo em que ocorriam os campeonatos de esporte eletrônico realizados na franquia.

#### TrackMania 2: Valley
O terceiro título de TrackMania² foi lançado em julho de 2013, dias após seu antecessor. Seu ambiente é novo e conhecido como Valley, que muito se parece ao Rally presente em jogos anteriores. O jogador corre com um carro semelhante a um Renault 5 Turbo por ambientes verdejantes e campestres, com seções off-road que fazem com que o carro tenha pouca aderência ao solo. Um total de 65 mapas oficiais acompanham o jogo. Curiosamente, o desenvolvimento de Valley foi o primeiro a começar na Nadeo, até que em certo ponto a equipe deu preferência aos outros dois títulos lançados primeiro.

#### TrackMania 2: Lagoon
TrackMania 2: Lagoon é o quarto e último jogo da série a ser publicado. Disponível para download a partir de maio de 2017, apresenta o ambiente Lagoon, uma adaptação direta de RollerCoaster Lagoon, ambiente que aparece em TrackMania Turbo - lançado em 2016. Em um cenário tropical e paradisíaco inspirado no Sudeste Asiático, o jogador dirige uma espécie de SUV desde pistas de asfalto até estruturas metálicas que lembram montanhas-russas. Ao todo, a campanha oficial tem 65 pistas para o jogador correr seu melhor tempo.

### TrackMania Turbo
Anunciado na E3 2015 da Ubisoft, TrackMania Turbo se tornou o primeiro jogo da franquia a ser lançado para várias plataformas ao ser publicado para Windows, PlayStation 4 e Xbox One em março de 2016. Este jogo é marcadamente mais arcade do que a série de jogos TrackMania², deixando isso claro através de, por exemplo, alertas sonoros que um narrador faz se você dirige o carro de certa maneira. Três ambientes são incorporados em Turbo dos três jogos que o antecedem, só que com nomenclaturas levemente diferentes: Canyon Grand Drift, Valley Down and Dirty e International Stadium. Um quarto ambiente aparece no jogo e faz sua estreia na franquia: Rollercoaster Lagoon, que aparecerá novamente em TrackMania 2: Lagoon. Esse quarto ambiente acontece em um cenário tropical paradisíaco inspirado em arquipélagos do Sudeste Asiático, sendo que o "rollercoaster" que compõe seu nome faz referência a plataformas magnéticas que se assemelham a montanhas-russas. A campanha solo vem com 200 pistas que o jogador deve correr e tentar chegar ao fim com o menor tempo possível.

### Trackmania (2020)
Conhecido simplesmente como Trackmania, foi lançado em julho de 2020 e é o mais recente jogo da franquia. Um remake de TrackMania Nations, traz um ambiente Stadium remodelado e atualizado. Possui uma campanha oficial com 25 mapas que dura três meses e pareia com a estação do ano que ocorre no Hemisfério Norte. Diariamente possui uma nova Pista do Dia (Track of the Day), na qual o torneio online Copa do Dia (Cup of the Day) ocorre. A cena oficial e comunitária de Esport da franquia ocorre neste jogo, notadamente o Trackmania Grand League e ZrT TrackMania Cup, realizado pelo influenciador digital francês ZeratoR. Possui três modos de inscrição, sendo que o primeiro e mais simples deles, chamado de "Acesso Inicial," é gratuito para jogar.